# Burg (Eifel)
Burg ist eine Ortsgemeinde im Eifelkreis Bitburg-Prüm in Rheinland-Pfalz. Sie gehört der Verbandsgemeinde Südeifel an.

## Geographie
Der Ort Burg liegt in der Eifel nordöstlich der Gemeinde Mettendorf. Topografisch ist der Ort geprägt von Hochflächen und Tälern, da er sich auf einer Anhebung oberhalb des Enztals befindet. Dies bewirkt, dass mehrere kleinere Zuflüsse der Enz (Prüm) hier entspringen (im Ortskern: Asterbach, außerhalb des Ortskerns: Fußbach und Ringsbach). 

## Geschichte
Nahe Burg wurden Keramik- und Münzfunde aus einem Siedlungsfeld der Römerzeit ausgegraben. Der Ort selbst wird 1136 erstmals als Borg, 1140 als Burge erwähnt. Er gehörte mit sechs Stockgütern zur Meierei Mettendorf der luxemburgischen Grafschaft Vianden.
Die Inbesitznahme des Linken Rheinufers durch französische Revolutionstruppen beendete Ende des 18. Jahrhunderts die alte Ordnung. Der Ort wurde Teil der Französischen Republik (bis 1804) und anschließend des Französischen Kaiserreichs. Burg wurde der Mairie Outscheid (Utscheid) im Kanton Neuerburg des Arrondissements Bitbourg (Bitburg) im Wälderdepartement zugeordnet. Nach der Niederlage Napoleons kam die Gemeinde aufgrund der 1815 auf dem Wiener Kongress getroffenen Vereinbarungen zum Königreich Preußen und gehörte nun zum Kreis Bitburg des Regierungsbezirks Trier, der 1822 Teil der neu gebildeten preußischen Rheinprovinz wurde.
Als Folge des Ersten Weltkriegs war die gesamte Region dem französischen Abschnitt der Alliierten Rheinlandbesetzung zugeordnet. Nach dem Zweiten Weltkrieg wurde Burg innerhalb der französischen Besatzungszone Teil des damals neu gebildeten Landes Rheinland-Pfalz.
Bevölkerungsentwicklung
Die Entwicklung der Einwohnerzahl der Gemeinde Burg, die Werte von 1871 bis 1987 beruhen auf Volkszählungen:
| Jahr | Einwohner |
| ---- | --------- |
| 1815 | 38        |
| 1835 | 38        |
| 1871 | 61        |
| 1905 | 61        |
| 1939 | 59        |
| 1950 | 61        |
| 1961 | 39        |
| 1970 | 36        |

| Jahr | Einwohner |
| ---- | --------- |
| 1987 | 38        |
| 1997 | 26        |
| 2005 | 22        |
| 2011 | 23        |
| 2017 | 23        |
| 2021 | 24        |
| 2023 | 19        |

## Politik

### Gemeinderat
Der Gemeinderat in Burg besteht aus sechs Ratsmitgliedern, die bei der Kommunalwahl am 9. Juni 2024 in einer Mehrheitswahl gewählt wurden, und dem ehrenamtlichen Ortsbürgermeister als Vorsitzendem.

### Bürgermeister
Alfons Schmitt wurde 2024 Ortsbürgermeister von Burg.
Seine Vorgängerin war Ingrid Billen seit 1999.

## Sehenswürdigkeiten und örtliches Brauchtum
- Der Ort verfügt über eine eigene Kapelle.
- Im Ort befindet sich ein als Naturdenkmal geschützter Baum.
- Ein Wanderwegenetz kreuzt die Ortsgemeinde.
- Jedes Jahr wird am Sonntag nach Rosenmontag eine "Hütte" (aufgeschichtetes Holz) verbrannt. Es handelt sich dabei um einen heidnischen Brauch mit dem ursprünglichen Ziel, die Wintergeister zu vertreiben.
- An mehreren Tagen vor Ostern gehen die Jugendlichen des Ortes mit Holzklappern durch den Ort, um an die Geschehnisse um den Tod Christi zu erinnern.
- Es findet ein jährlicher Martinsumzug statt.
- Am 1. Mai wird unter Federführung der Freiwilligen Feuerwehr der Maibaum aufgestellt, was zugleich das jährliche Dorffest einläutet.

Siehe auch: Liste der Kulturdenkmäler in Burg (Eifel)

## Wirtschaft und Infrastruktur

### Wirtschaft
In der Ortsgemeinde ist ein landwirtschaftlicher Betrieb im Haupterwerb ansässig, der auf Milchviehhaltung spezialisiert ist (überwiegend Haltung von Holstein-Rotbunt und Holstein-Schwarzbunt). Hinzu kommen zwei landwirtschaftliche Betriebe im Nebenerwerb, deren Fokus auf Ammenkuhhaltung (mehrheitlich Charolais-Rinder) bzw. Ackerbau liegt. Einzige nicht-landwirtschaftliche Zweige sind ein Windrad und der Hofverkauf einer Privatbrennerei.

### Verkehr
Burg liegt an der K 10, die am südlichen Ortsrand in die Landesstraße 8 (L 8) mündet.